# Dolenji Potok
Dolenji Potok je naselje v Občini Kostel.